# Indivisible
Pour le film, voir Indivisible (film, 2018).
Indivisible est un jeu vidéo de type action-RPG et plates-formes développé par Lab Zero Games et édité par 505 Games. Le jeu est sorti en octobre 2019, avec une sortie Nintendo Switch en avril 2020,.

## Trame
Le jeu suit Ajna (doublé par Tania Gunadi), un garçon manqué dont la vie est mise en déroute lorsqu'une attaque par une armée sous le commandement d'un seigneur de guerre nommé Ravannanar brûle son village et tue son père. Pendant le chaos, Ajna éveille une mystérieuse capacité à absorber certains individus. Elle se lance dans un voyage à travers le monde pour affronter Ravannanar tout en cherchant la vérité de ses pouvoirs mystérieux. Au cours de sa quête, elle est accompagnée par une variété de héros uniques, acquérant de nouvelles capacités pour traverser différents environnements et vaincre les ennemis rencontrés.

## Système de jeu
Indivisible propose des mécanismes d'exploration et de combat Action RPG de style plateforme inspirés de Valkyrie Profile, un autre jeu vidéo sorti en 1999.

## Développement
Indivisible est annoncé par Lab Zero Games lors de son panel Skullgirls à l'Anime Expo le 2 juillet 2015. Selon le développeur, l'histoire du jeu a été influencée par la mythologie de l'Asie du Sud-Est et d'autres cultures. Il propose également une animation 2D dessinée à la main par les artistes de Lab Zero Games.
Le compositeur Hiroki Kikuta, connu pour son travail sur Secret of Mana, a travaillé sur la bande originale. Le jeu propose une animation faite par le studio d'animation japonais Studio Trigger et le studio d'animation américain Titmouse, Inc., avec l'animation d'ouverture dirigée par You Yoshinari de Little Witch Academia.
Lab Zero Games a lancé une campagne de financement participatif sur Indiegogo le 5 octobre 2015, avec un objectif de US$1 500 000. Un prototype jouable du jeu est sorti en tandem avec le lancement. Si Lab Zero Games atteignait ou dépassait son objectif, l'éditeur 505 Games contribuerait au budget de développement restant. La période de contribution initiale de quarante jours de la campagne a été confrontée à une collecte de fonds relativement lente, gagnant environ 764 000 $ au 8 novembre 2015. Le 13 novembre 2015, la campagne est prolongée de vingt jours après que le jeu a reçu environ 963 000 US$ en promesses, au-dessus du seuil requis de 60 % d'Indiegogo. L'objectif est atteint le 2 décembre 2015. Le jeu sort le 8 octobre 2019 en Amérique du Nord et trois jours plus tard en Europe.

## Accueil

### Critique
Les versions PlayStation 4 et PC ont reçu des critiques généralement favorables selon Metacritic.[réf. nécessaire]
Joe Juba de Game Informer a fait l'éloge du style artistique, de l'animation, de la musique et du combat du jeu mais a critiqué le retour en arrière et certains autres problèmes liés au combat.

### Récompenses
Le jeu a été nommé pour "Character Design" et "Game, Original Role Playing" aux NAVGTR Awards.